# 310年代
310年代（さんびゃくじゅうねんだい）は、西暦（ユリウス暦）310年から319年までの10年間を指す十年紀。